# Список эпизодов телесериала «Адские кошки»
«Адские кошки» (англ. Hellcats) — американский молодёжный сериал, снятый по мотивам книги «Чирлидинг: Внутри тайного мира университетских болельщиков», написанная журналисткой Кейт Торговник. Шоу рассказывает о молодой девушке по имени Марти Перкинс (роль исполнила Элисон Мичалка), которая попадает в группу поддержки «Адские кошки», чтобы получить стипендию и продолжить обучение в колледже «Лансер». Также в сериале снялись Эшли Тисдэйл, Робби Джонс, Хезер Хемменс, Мэтт Барр и Шарон Лил.
Сериал транслировался с 8 сентября 2010 года по 17 мая 2011 на канале The CW. В конце сентября канал заказал 6 эпизодов. 22 октября канал заказал полный сезон, воодушевившись неплохими рейтингами. С 25 января 2011 года сериал стал выходить по вторникам после шоу «Холм одного дерева». 17 мая 2011 шоу было официально закрыто.
| Сезон | Сезон | Кол-во эпизодов | Выход           | Выход       | DVD-релиз | DVD-релиз | DVD-релиз |
| Сезон | Сезон | Кол-во эпизодов | Премьера        | Окончание   | Регион 1  | Регион 2  | Регион 4  |
| ----- | ----- | --------------- | --------------- | ----------- | --------- | --------- | --------- |
|       | 1     | 22              | 8 сентября 2010 | 17 мая 2011 | н/д       | н/д       | н/д       |

## Список эпизодов
| № | Название                                                        | Режиссёр         | Сценарий                            | Премьера         | Производственный код | Кол-во зрителей в млн. |
| --- | --------------------------------------------------------------- | ---------------- | ----------------------------------- | ---------------- | -------------------- | ---------------------- |
| 1 | «A World Full Of Strangers / Чужой мир»                         | Аллан Аркуш      | Кевин Мёрфи                         | 8 сентября 2010  | 2J5591               | 3.02                   |
| Студентка Марти Перкинс учится на юриста и теряет стипендию. Она вынуждена подать в команду болельщиков и занимает место после того, как Элис Вердура получает травму. Марти быстро находит общий язык с капитаном команды, Саванной Монро, и «опорным» Льюисом. Решая свои проблемы, Марти пытается помочь своей матери Ванде и совместить тренировки с учёбой — в этом ей помогает лучший друг Дэн. |                                                                 |                  |                                     |                  |                      |                        |
| 2 | «I Say A Little Prayer / Моя молитва»                           | Аллан Аркуш      | Кевин Мёрфи и Дженнифер Шуур        | 15 сентября 2010 | 2J5552               | 2.64                   |
| Во время соревнований Марти узнаёт, что Саванна бросила свой церковный университет, из-за чего её родители выгнали девушку из дома. И когда капитан команды «Циклоны», сестра Саванны, Шарлотта, получает травму, девушка разрывается между родными и соревнованиями, а Марти переживает из-за появления Ванды, из-за которой когда-то девушка бросила гимнастику. Дэн приглашает Саванну на свидание. |                                                                 |                  |                                     |                  |                      |                        |
| 3 | «Beale St. After Dark / Бил-стрит после полуночи»               | Бэтани Руни      | Кевин Мёрфи и Питер Кэлловэй        | 22 сентября 2010 | 2J5553               | 2.32                   |
| У Саванны должно состояться свидание с Дэном, но девушка нервничает и просит Марти и команду составить им компанию. Льюис видит, как Элис покупает стероиды у квотербека футбольной команды, в результате чего завязывается драка — Джейк, Льюис и Дэн оказываются в тюрьме. Преподаватель Марти, Джулиан Пэрриш, соглашается помочь вытащить её друзей из тюрьмы. |                                                                 |                  |                                     |                  |                      |                        |
| 4 | «Nobody Loves Me But My Mother / Никто меня не любит, как мама» | Дэвид Пэймер     | Энн Кинни                           | 29 сентября 2010 | 2J5554               | 2.22                   |
| Ванда обращается за помощью к дочери, чтобы раскрутить свой бар. Льюис приглашает Марти на свидание, но девушка отказывает ему. Попытка воссоединиться с семьёй заканчивается очередной ссорой, когда родители приглашают Саванну и Дэна на ужин. Элис просит помощи у Льюис и признаётся, что хочет быть с ним. Между тем, Марти решает всё же принять предложение Льюиса. |                                                                 |                  |                                     |                  |                      |                        |
| 5 | «The Prisoner's Song / Песня узника»                            | Джон Беринг      | Кёртис Хил                          | 6 октября 2010   | 2J5555               | 2.13                   |
| Между Саванной и Элис возникает конфликт, когда Саванна приглашает Дэна заняться съёмкой их видео для конкурса. Марти хочет помочь несправедливо заключённому, музыканту по имени Трэвис, дело которого предложил ей и её одногруппнику Моргану их преподаватель Джулиан. Тренер Рэд Реймонд провоцирует драку, признавшись Дэррику, спортивному врачу, что он хочет вернуть свою бывшую любовь — тренера «Адских кошек», Ванессу Лодж, с которой сейчас встречается Дэррик.                                                                                                   |                                                                 |                  |                                     |                  |                      |                        |
| 6 | «Ragged Old Flag / Потрёпанное знамя»                           | Кевин Фэйр       | Джеймс Иган                         | 13 октября 2010  | 2J5556               | 2.01                   |
| Девочки из команды по волейболу объявляют войну девочкам-чирлидерам, и команды соглашаются на соревнование по футболу. Льюис берётся тренировать своих друзей по команде, однако вскоре становится ясно, что единственный шанс на победу — участие Марти, которая должна поехать на юридическую практику. Льюис узнаёт, что его отец пытается уговорить его на сделку с совестью. |                                                                 |                  |                                     |                  |                      |                        |
| 7 | «The Match Game / Парные игры»                                  | Джон Даль        | Дженнифер Шуур                      | 27 октября 2010  | 2J5557               | 2.03                   |
| Чтобы отправиться на региональные соревнования, команде нужны деньги, и тогда они организовывают аукцион свиданий, однако дело принимает странный оборот, когда бывший парень Саванны, Ноа, показывается на аукционе. Марти и Льюис начинают встречаться, однако девушка просить держать их роман в тайне, пока они не разберутся, что к чему. |                                                                 |                  |                                     |                  |                      |                        |
| 8 | «Back Of A Car / На заднем сиденье машины»                      | Аллан Аркуш      | Кевин Мёрфи и Аманда Альперт Мускат | 3 ноября 2010    | 2J5558               | 1.94                   |
| Команда устраивает вечеринку в стиле 1980-х годов, чтобы отпраздновать свой юбилей. Саванна планирует идеальный романтический вечер с Дэном, однако всё заканчивается не так идеально, как она планировала, когда всплывают подробности отношений Марти и Дэна. Билл Марш приходит в бешенство, когда становится ясно, что журнал, который должен был написать статью о футбольной команде, больше заинтересован в «Адских кошках». |                                                                 |                  |                                     |                  |                      |                        |
| 9 | «Finish What We Started / Закончить начатое»                    | Рон Андервуд     | Винс Гонсалез                       | 10 ноября 2010   | 2J5559               | 1.92                   |
| Саванна ссорится с Марти, узнав об их с Дэном прошлом. Льюис слышит их разговор и злится на девушку. Тогда Саванна решает вернуться домой и провести некоторое время с родными — девушка узнаёт, что её сестра Шарлотта беременна. Чтобы отговорить сестру от участия в выступлении команды, Саванна сама попадает в ряды своих злейших конкурентов. Между тем, чтобы отвлечься от тяжёлых мыслей, Марти решает больше времени посвятить делу Трэвиса. Неожиданное появление Дэна лишь усугубляет ситуацию.                                                                    |                                                                 |                  |                                     |                  |                      |                        |
| 10 | «Pledging My Love / Клянусь в своей любви»                      | Дебби Аллен      | Питер Кэлловэй                      | 17 ноября 2010   | 2J5560               | 2.05                   |
| Когда фото обнажённой Элис распространяются по университету, Джейк и Льюис берутся выяснить, кто в этом виноват. Марти просит у Джулиана разрешение представлять Трэвиса и вести его дело. Ванессе не нравится рабочий график Деррика, и у девушки происходит разговор с Рэдом, после которого она начинает сомневаться в своих чувствах. Однако Дэррик делает ей предложение, и она соглашается. Дэн и Марти не могут понять, кем они являются друг для друга, из-за чего Дэн расстаётся с Саванной.                                                                          |                                                                 |                  |                                     |                  |                      |                        |
| 11 | «Think Twice Before You Go / Подумай дважды, прежде чем уйти»   | Денни Гордон     | Мэттью Б. Робертс                   | 1 декабря 2010   | 2J5561               | 1.89                   |
| Дэн хочет прекратить дружбу с Марти, если она не признается, что чувствует к нему. Когда же девушка говорит, что она не любит его, Дэн уезжает. Саванна напивается и выставляет себя в неудобном свете во время вечеринки-барбекю. Марти рассказывает Саванне и Льюису о своём романе с Дэном. Между тем, становится ясно, что в деле Трэвиса замешан Билл Марш. |                                                                 |                  |                                     |                  |                      |                        |
| 12 | «Papa, Oh Papa / О, папа!»                                      | Энди Уок         | Кевин Мёрфи и Дженнифер Шуур        | 25 января 2011   | 2J5562               | 2.15                   |
| Отец Элис неожиданно появляется на соревнованиях со своей новой возлюбленной. Тогда девушка начинает шантажировать Саванну, обещая рассказать, что она помогла «Мэмхристу», покрывая сестру. После истории с Дэном, команда избегает Марти. Льюис озадачен, когда узнаёт, что Элис не рассказала своему отцу об их разрыве, а также о том, что она больше не флайер. |                                                                 |                  |                                     |                  |                      |                        |
| 13 | «Worried Baby Blues / Опечаленность»                            | Рон Андервуд     | Кевин Мёрфи и Кёртис Хил            | 1 февраля 2011   | 2J5563               | 1.80                   |
| «Адские кошки» организовывают фото-съёмки для календаря и утраивают вечеринку с выступлением группы 3OH!3. Между тем, Элис и Марти вламываются в офис Билла Марша, а Ванесса пытается понять, что происходит между ней и Рэдом. Саванна рассказывает своей матери, что Шарлотта беременна. |                                                                 |                  |                                     |                  |                      |                        |
| 14 | «Remember When / Вопрос лишь «когда?»»                          | Омар Мада        | Кевин Мёрфи и Джеймс Иган           | 8 февраля 2011   | 2J5564               | 1.72                   |
| Джейк просит помощи у Элис, чтобы получить диск с компроматом на него, однако девушка боится, что это поставит под удар её отношения с командой — девушка рассказывает Марти о последствиях раскрытия этого секрета. Между тем, Марти как никогда раньше нуждается в поддержке Дэна. Команда устраивает для Марти церемонию посвящения, на которой девушка узнают интересные истории о том, как её друзья попали в команду. Тогда Марти принимает правильное решение — она просит помощи у друзей, давая им понять, что они могут спасти невиновного, но ставят себя под удар. |                                                                 |                  |                                     |                  |                      |                        |
| 15 | «God Must Have My Fortune Laid Away / Господь забыл обо мне»    | Джн Беринг       | Винс Гонсалез и Мэттью Б. Робертс   | 15 февраля 2011  | 2J5565               | 1.58                   |
| Саванна и Элис устраивают тога-вечеринку в Лансере, надеясь отвлечься от грустных мыслей о том, что команда может потерять всё. Между тем, Марти, Ванесса и Джулиан разрабатывают план, который может спасит как Трэвиса, так и «Кошек». |                                                                 |                  |                                     |                  |                      |                        |
| 16 | «Fancy Dan / Воображаемый Дэн»                                  | Джон Даль        | Энн Кинни                           | 22 февраля 2011  | 2J5566               | 1.64                   |
| На свадьбе Джимми, Марти и Саванна вновь оказываются в неловкой ситуации, столкнувшись со своими прошлыми обидами и желанием расставить все точки над «и». Между тем, Дэн появляется на вечеринке со своей новой девушкой. Ванесса и Дэррик принимают тяжёлое решение о расставании, а Элис навещает Джейка в тюрьме. |                                                                 |                  |                                     |                  |                      |                        |
| 17 | «Don't Make Promises (You Can't Keep) / Нарушенное обещание»    | Роберт Берлингер | Аманда Альперт Мускат               | 1 марта 2011     | 2J5567               | 1.46                   |
| Саванна находится в расстроённых чувствах, когда Шарлотта наконец раскрывает личность отца её ребёнка. Марти пытается узнать от матери всю правду о своём отце, что приводит к очередному конфликту. «Адские кошки» узнают, что «Мэмхрист» использует на соревнованиях ту же песню, что и они — тогда команды сталкиваются в борьбе за право на музыкальную композицию. |                                                                 |                  |                                     |                  |                      |                        |
| 18 | «Woke Up Dead / Пробуждение мертвецов»                          | Энди Фикман      | Дженнифер Шуур                      | 19 апреля 2011   | 2J5568               | 1.19                   |
| «Адские кошки» помогают Дэну снять фильм ужасов о зомби в качестве его вступительного проекта. Марти продолжает поиски своего отца и знакомится в музыкальном магазине с девушкой по имени Дэйдра. Келси, репортёр из журнала, уговаривает Элис помочь её написать разоблачающую статью о жульничестве спортсменов, покупающих курсовые работы — в итоге, Льюис оказывается под ударом. |                                                                 |                  |                                     |                  |                      |                        |
| 19 | «Before I Was Caught / Когда меня вычислили»                    | Энди Уок         | Питер Кэлловэй                      | 26 апреля 2011   | 2J5569               | 0.98                   |
| Марти кажется, что Льюис что-то недоговаривает, и вскоре выясняет, что он купил курсовую для Саванны. Работая над делом, Марти и Джулиан сближаются. Представляя интересы Саванны перед советом университета, Марти побеждает — тем же вечером она появляется в офисе Джулиана и целует его. |                                                                 |                  |                                     |                  |                      |                        |
| 20 | «Warped Sister / Странная сестра»                               | Триша Брок       | Джеймс Иган                         | 3 мая 2011       | 2J5570               | 1.01                   |
| С помощью Джулиана, Марти узнаёт, что Дэйдра — дочь её отца, Рекса Перкинса. Саванна теряет свою стипендию, и девушка обращается за финансовой поддержкой к отцу. Во время вечеринки в честь будущего малыша Шарлотты, их с Саванной отца арестовывают по подозрению в мошенничестве со счетами. Льюис узнаёт правда о сложных взаимоотношениях Саванны и Кэти. Ванесса и Рэд сталкиваются с проблемой в лице бывшей жены Рэда, Эмили, которая «роет» под спортивную кафедру Лансера.                                                                                          |                                                                 |                  |                                     |                  |                      |                        |
| 21 | «Land Of 1 000 Dances / Земля тысячи танцев»                    | Дебби Аллен      | Кёртис Хил                          | 10 мая 2011      | 2J5571               | 1.18                   |
| Марти узнаёт, что Джулиан находится на стадии развода, и у него есть маленькая дочь. Девушка просит адвоката помочь с делом отца Саванны. Льюис и Кэти принимают участие в танцевальном конкурсе-марафоне, приз в котором — Toyota Rav-4! Элис и Морган также принимают участие в конкурсе. Мистера Монро освобождают под залог, но позже мужчина бросается в бега. |                                                                 |                  |                                     |                  |                      |                        |
| 22 | «I'm Sick Y'all / Дурное предчувствие»                          | Омар Мада        | Кевин Мёрфи                         | 17 мая 2011      | 2J5572               | 1.16                   |
| Эпидемия вируса вынуждает «Адских кошек» сократить число членов команды для выступления на национальных. Саванна сбегает в больницу к Шарлотте, у которой начались роды; Элис подхватила вирус и рискует здоровьем ради выступления команды; Кэти запирает Льюиса в ванной, а у Марти и Дэйдры возникают трения. Выступление срывается, и команда - уставшая, но не сломленная - возвращается домой. Саванна назначает Элис новым капитаном команды, а Марти прогоняет сестру, выяснив, что она всё это время знала, где находится их отец Рекс.                               |                                                                 |                  |                                     |                  |                      |                        |